# 安杰伊·尤斯科维亚克
安杰伊·尤斯科维亚克（波蘭語：Andrzej Juskowiak，1970年11月3日—），波兰男子足球运动员，司职前锋。他曾代表波兰国奥队参加1992年夏季奥林匹克运动会足球比赛，获得一枚银牌。